# Porta a Porta
A Porta a Porta (Ajtóról ajtóra) a Rai 1 olasz közszolgálati televízió politikai-közéleti showműsora. A műsor 1996. január 22. óta minden hétköznap késő este látható. A műsor ötletgazdája és műsorvezetője Bruno Vespa.
A műsorba politikusokat, szakértőket, televíziós személyiségeket és hírességeket hívnak meg, akik egy adott témáról folytatnak eszmecserét, vitát. Egy adásba általában két vendéget hívnak, akik két különböző álláspontot képviselnek, őket Vespa egy ajtón keresztül konferálja be, innen ered a műsor neve.

## Emlékezetes adások
- Az első adás vendége 1996. január 22-én Romano Prodi volt, az Olajfa nevű baloldali pártszövetség vezetője és miniszterelnök-jelöltje az az évi választásokon, aki a választásról beszélt. A következő nap január 23-án az adás vendége Gianfranco Fini és Massimo D’Alema voltak a politikáról és a szatíráról beszéltek.
- 2001. május 8-i adásban Silvio Berlusconi a 2001-es parlamenti választásokra készülve, élő adásban megkötötte a "szerződést az olaszokkal", amit aláírt.[1]
- 2001. november 8-án élőben kapcsolták a műsorban az Olasz Muzulmánok Uniójának elnökét, Adel Smitht, aki az élő műsorban megátkozta II. János Pál pápát és a keresztény feszületet, Vespa visszautasította az átkot és azonnal megszakította a kapcsolást.[2]
- 2004. április 14.: Meggyilkolták Fabrizio Quattrocchit túszejtői Irakban. Ez a hír az egész világon elterjedt, a hírt először az Al-Dzsazíra adta le. Bruno Vespa külön estét szentelt a meggyilkolt olasz túsz emlékére, 22:30-kor szakították meg a David di Donatello-díj gála műsorát.[3]
- 2006. március 9.: A műsor vendége Alessandra Mussolini az Azione Sociale (Szociális Akcióterv) nevű szélsőjobboldali párt képviselője, Roberto Castelli igazságügyminiszter, Antonio Di Pietro az Értékek Olaszországa párt elnöke és Vladimir Luxuria a Második Prodi-kormány első transznemű képviselője voltak. A vita közben Alessandra Mussolini a következő kijelentésével botrányt okozott: „Meglio fascista che frocio” (Jobb fasisztának lenni, mint buzinak.)[4][5]
- 2006. április 3.: Rekord nézettséget ért el az az adás, amiben Silvio Berlusconi a jobbközép Forza Italia és Romano Prodi az Olajfa balközép pártszövetség miniszterelnök-jelöltjei tartották választási vitájukat. 16,1 millió nézővel, 52,13%-os nézettségi arányt ért el a műsor.[6]
- 2014. május 19.: 21 év után Beppe Grillo, az 5 Csillag Mozgalom vezetője ismét a Rai képernyőjén jelenik meg ebben a műsorban.
- 2016. április 7.: Életrajzi könyvét promotálta Salvatore Giuseppe Riina, Salvatore "Totó" Riina egykori Cosa Nostra maffiafőnök fia. A műsor után beidézték a Rai elnökét és vezérigazgatóját a maffiaellenes parlamenti bizottsághoz meghallgatásra. Totó Riina rendelte el többek közt Giovanni Falcone bíró megölését.[7][8]